# Kikurinjärvi
Kikurinjärvi är en sjö i kommunen Urdiala i landskapet Birkaland i Finland. Sjön ligger 115,2 meter över havet. Arean är 57 hektar och strandlinjen är 4,87 kilometer lång. Sjön  ingår i Kumo älvs huvudavrinningsområde.   Den ligger omkring 40 km söder om Tammerfors och omkring 140 km nordväst om Helsingfors. 